# Physical Review Special Topics: Accelerators and Beams
Physical Review Special Topics. Accelerators and Beams is een internationaal, aan collegiale toetsing onderworpen open access wetenschappelijk tijdschrift op het gebied van de kernfysica.
Het eerste nummer verscheen in 1998.